# Cujoši Watanabe
Cujoši Watanabe (japonsky 渡辺 剛, * 5. února 1997) je japonský fotbalista.

## Klubová kariéra
S kariérou začal v japonském klubu FC Tokyo.

## Reprezentační kariéra
Jeho debut za A-mužstvo Japonska proběhl v zápase proti Hongkongu 14. prosince 2019.

## Statistiky
| Japonsko | Japonsko | Japonsko |
| Roky     | Záp.     | Góly     |
| -------- | -------- | -------- |
| 2019     | 1        | 0        |
| Celkem   | 1        | 0        |